# Tituria obliqua
Tituria obliqua är en insektsart som beskrevs av Walker 1857. Tituria obliqua ingår i släktet Tituria och familjen dvärgstritar. Inga underarter finns listade i Catalogue of Life.